# Barga
Barga je italská obec o asi 10 tisících obyvatel v provincii Lucca v Toskánsku. Jde o nejdůležitější obec na středním toku řeky Serchio. Obec má významnou část příjmu z turismu. Nejvýznamnější stavbou města je románský dóm sv. Kryštofa. K dalším významným stavbám patří například palác Palazzo Pretorio ze 14. století, v němž je dnes muzeum, nebo barokní divadlo Teatro dei Differenti z roku 1668.